# Nile Air
Nile Air ( en arabe : النيل للطيران   ) est une compagnie aérienne égyptienne ayant commencé ses vols en 2011 et basée à l'aéroport international du Caire. Elle exploite des services réguliers vers des destinations en Égypte et au Moyen-Orient, dans le golfe Persique, en Europe du Sud, en Asie et en Afrique . Nile Air est la seconde plus grande compagnie aérienne privée d'Égypte après EgyptAir. C'est un transporteur à service complet offrant des services en classe affaires et en classe économique. Elle exploite une flotte d' Airbus A320 et d' Airbus A321. La compagnie possède une base secondaire à l' aéroport Borg El Arab d'Alexandrie.

## Histoire
Le 1er novembre 2009, la compagnie aérienne reçoit son certificat d'opérateur aérien (AOC) par l'Autorité égyptienne de l'aviation civile, cela marque le lancement de ses vols. En 2007, Nile Air avait commandé neuf Airbus A321-200 en 2007, mais revoit sa commande en 2015 et l'ajuste à deux avions. Elle démarre ses opérations en août 2010, signant un contrat de location avec équipage à court terme avec Libyan Arab Airlines, avant de démarrer des services réguliers depuis l' Égypte en mars 201 avec le lancement de vols vers l' Arabie saoudite.
En janvier 2011, Nile Air est la première compagnie aérienne privée égyptienne à afficher ses horaire et la disponibilité des vols sur Global Distribution System (GDS). Elle est désormais couverte par les 3 systèmes GDS : Amadeus, Saber Corporation et Travelport.
En 2013, Nile Air rejoint l'Organisation des transporteurs aériens arabes et l'Association des compagnies aériennes africaines en 2016. La même année, la compagnie aérienne devient la première compagnie du Moyen-Orient à utiliser les services d'Amadeus, fournisseur de solutions informatiques. En juin 2016, Nile Air et Lila Design élaborent la livrée spéciale Nile Air A320 'Egypt Tourism' qui a été dévoilée sur un Airbus A320 (SU-BQM).

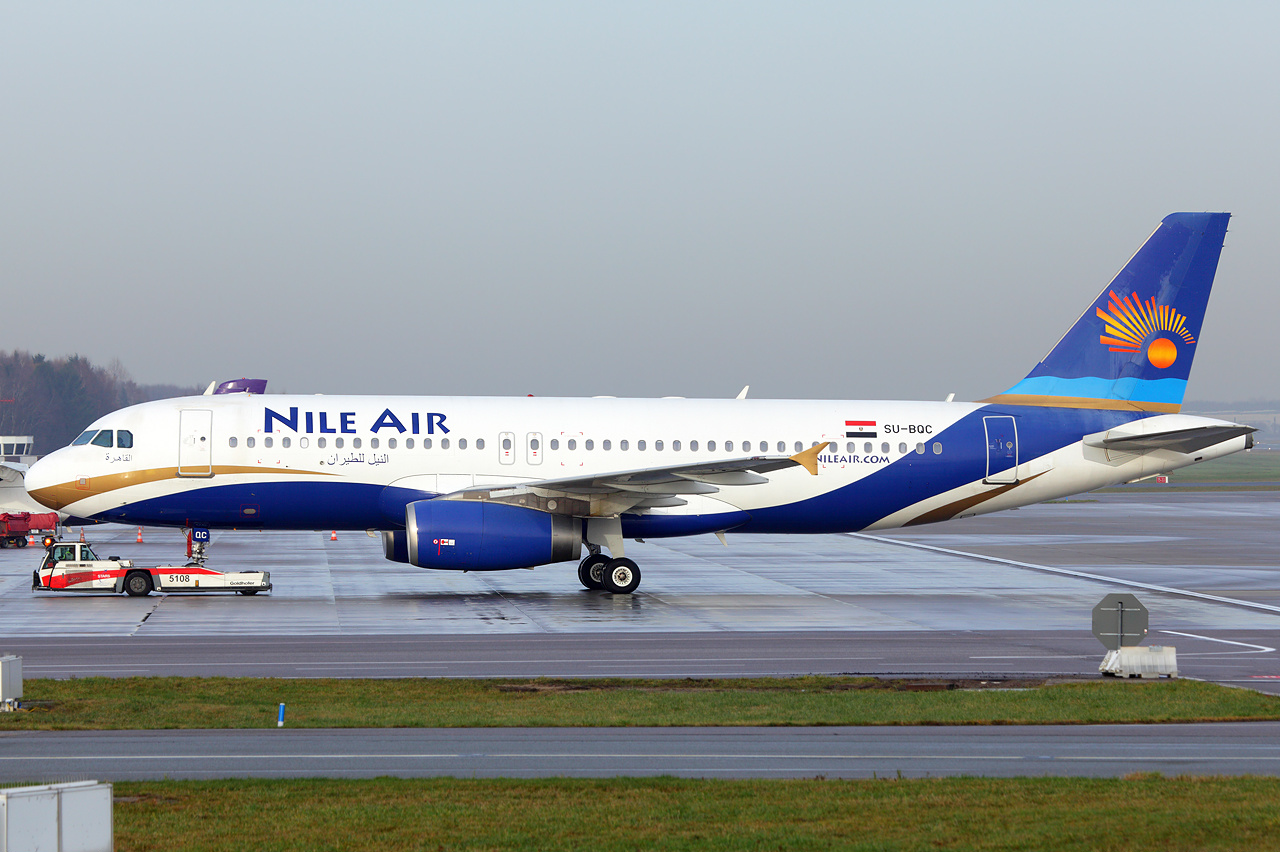
Un Airbus A320-232 (SU-BQC) de Nile Air à l'aéroport d'Hamburg

En 2017, pour la première fois en Égypte, la compagnie devient compagnie aérienne officielle de l' équipe nationale de football d'Égypte. De plus, la compagnie aérienne fait partie des principaux sponsors de l'équipe.

## Activités économiques

### Actionnariat
Nile Air est une société anonyme égyptienne fondée en 2008. Elle est détenue à hauteur de 60% par des particuliers et des entreprises égyptiennes et à hauteur de 40% par le Dr Nasser Al Tayyar, ancien président du groupe Al Tayyar (aujourd'hui renommée en Seer), une agence de voyages basée en Arabie Saoudite et présente dans une quinzaine de pays. Nile Air figure dans les comptes de la société Al Tayyar Travel Holding Company en tant que «société liée».
Plusieurs rapports de presse ont affirmé ces dernières années que la compagnie aérienne cherchait à entrer en bourse à la Bourse égyptienne, avec jusqu'à 30% des actions du transporteur étant offertes à des investisseurs égyptiens, le propriétaire et fondateur Nasser Al Tayyar conservant une part de 40 %.

## Destinations

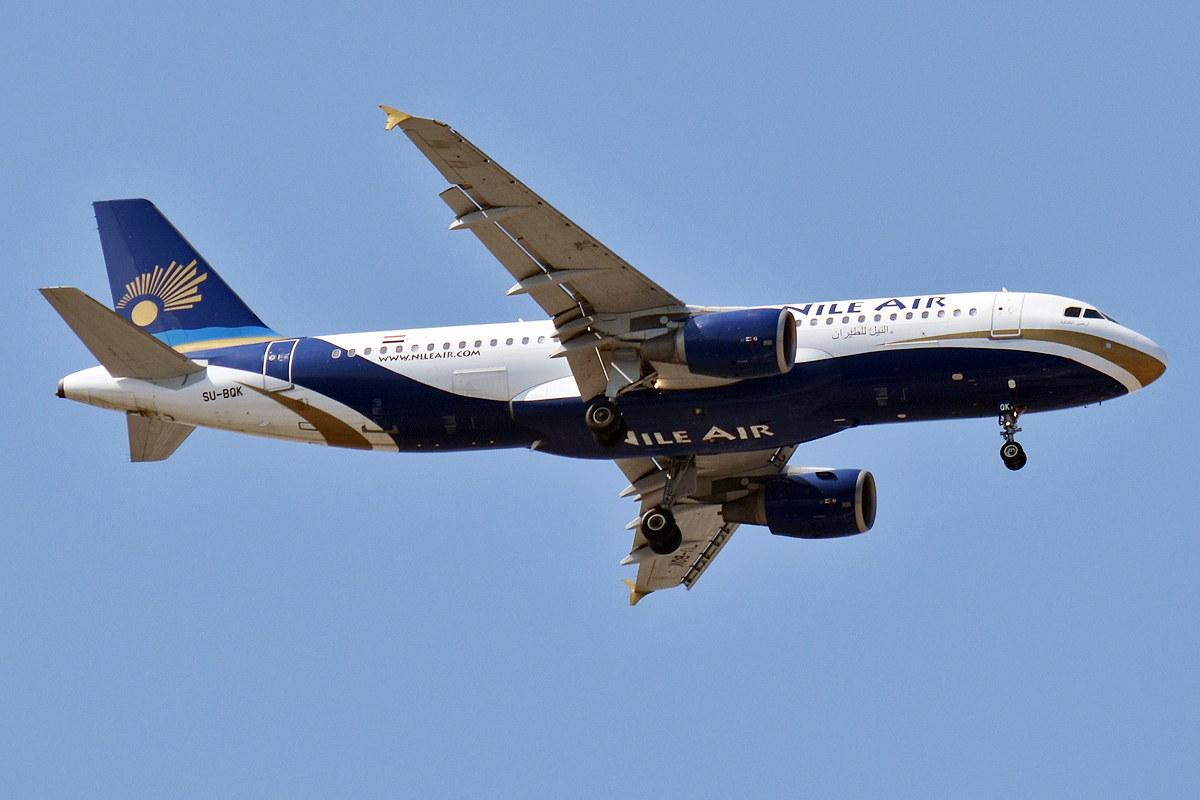
Nile Air, (SU-BQK), Airbus A320-214

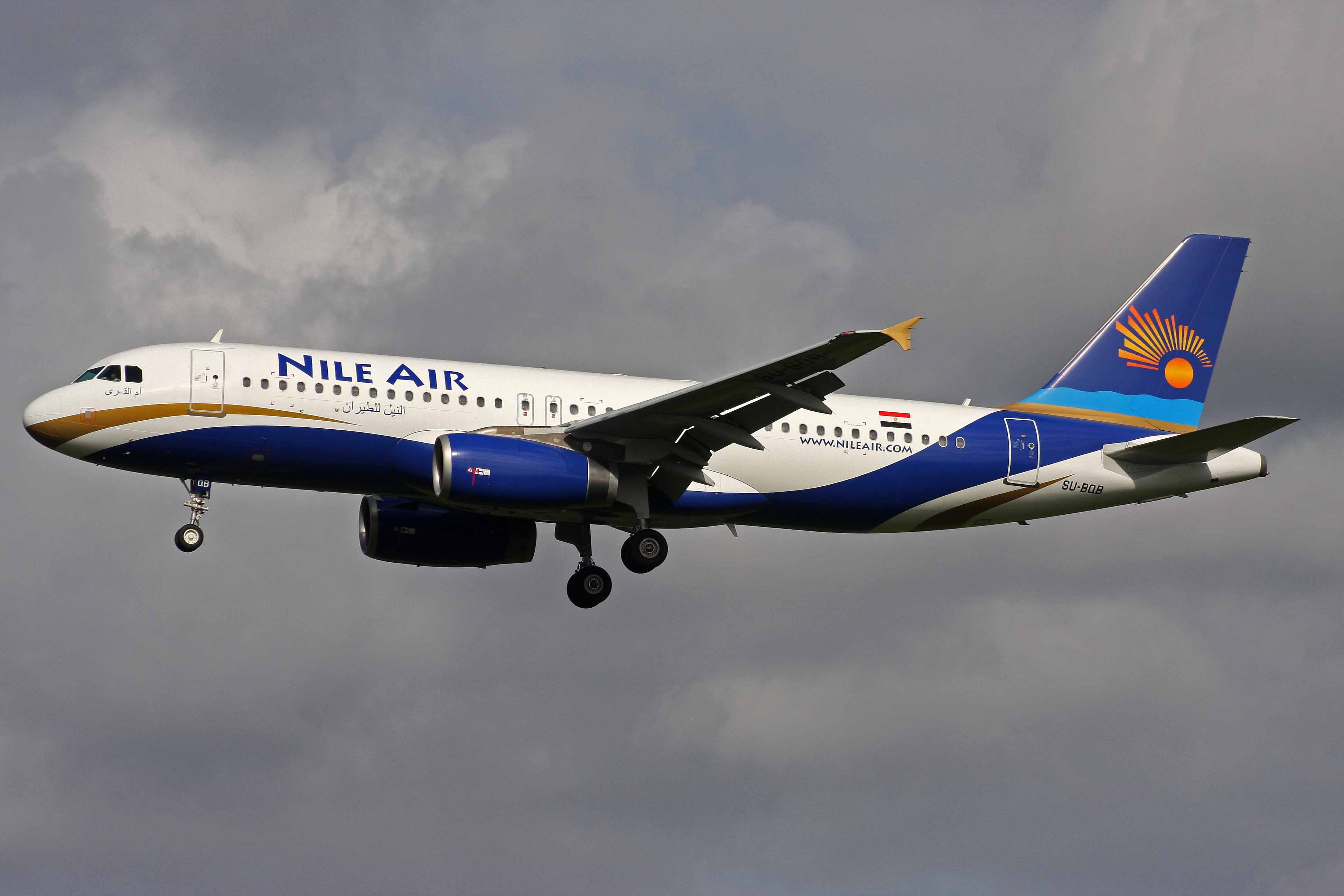
Un Airbus A320-200 de Nile Air

Depuis juillet 2017, Nile Air assure des vols vers les destinations suivantes avec des services réguliers :

## Flotte
La flotte de Nile Air comprend les appareils suivants (juillet 2023), :